# Taiwaneerif

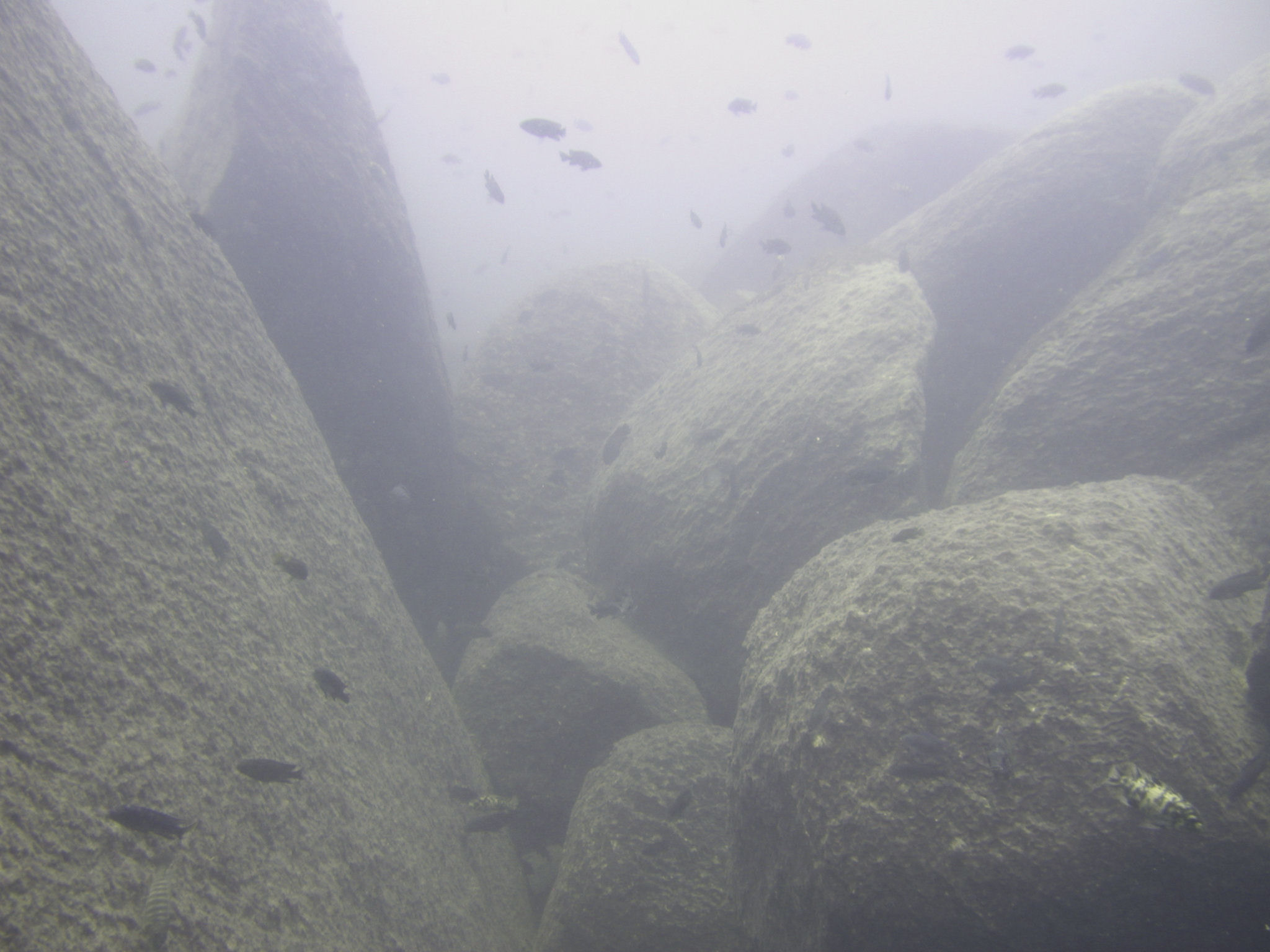
Het Taiwanee rif

Het Taiwaneerif ligt iets ten noordwesten van het eiland Likoma in het Malawimeer. Het is niet zichtbaar, want het bevindt zich geheel onder water. Het hoogste punt is ongeveer 10 meter onder het wateroppervlakte.
De naam van dit rif betekent "verloren kind" in het chichewa, de lokale taal van Malawi.
Taiwanee rif is de vindplaats van onder andere  Pseudotropheus saulosi.